# Lega Nazionale A 2021-2022 (pallavolo maschile)
La Lega Nazionale A 2021-2022, 66ª edizione della massima serie del campionato svizzero di pallavolo maschile, si è svolta dal 2 ottobre 2021 al 13 aprile 2022: al torneo hanno partecipato 7 squadre di club svizzere e la vittoria finale è andata per la quinta volta all'Amriswil.

## Regolamento

### Formula
Le 7 formazioni partecipanti danno vita a una regular season, composta da tre round per un totale di 21 giornate, al termine delle quali:
- Le prime quattro classificate accedono ai play-off scudetto, disputati al meglio delle tre gare nelle semifinali e nella finale per terzo posto, mentre la finale scudetto si gioca al meglio delle cinque gare;
- Le formazioni non qualificate ai play-off scudetto prendono parte ai play-off per il quinto posto, dove si sfidano in un doppio round-robin;
- Non sono previste retrocessioni.

### Criteri di classifica
Se il risultato finale è stato di 3-0 o 3-1 sono stati assegnati 3 punti alla squadra vincente e 0 a quella sconfitta, se il risultato finale è stato di 3-2 sono stati assegnati 2 punti alla squadra vincente e 1 a quella sconfitta.
L'ordine del posizionamento in classifica è stato definito in base a:
- Punti;
- Numero di partite vinte;
- Ratio dei set vinti/persi;
- Ratio dei punti realizzati/subiti.

## Squadre partecipanti
Alla Lega Nazionale A 2021-22 partecipano 7 squadre di club svizzere: un club, il Traktor Basilea, ha rinunciato ai propri diritti di partecipazione, retrocedendo volontariamente in Lega Nazionale B.
| Club        | Stagione | Città           | Impianto                   | Stagione precedente    |
| ----------- | -------- | --------------- | -------------------------- | ---------------------- |
| Amriswil    | dettagli | Amriswil        | Sporthalle Tellenfeld      | 2ª in Lega Nazionale A |
| Chênois     | dettagli | Chêne-Bougeries | Centre Sportif Sous-Moulin | Campione di Svizzera   |
| Jona        | dettagli | Jona            | Sporthalle Grünfeld        | 5ª in Lega Nazionale A |
| Losanna UC  | dettagli | Losanna         | Centre sportif de Dorigny  | 4ª in Lega Nazionale A |
| Lucerna     | dettagli | Lucerna         | Bahnhofhalle               | 7ª in Lega Nazionale A |
| Näfels      | dettagli | Näfels          | Linthalle SGU              | 6ª in Lega Nazionale A |
| Schönenwerd | dettagli | Däniken         | Mehrzweckhalle Erlimatt    | 3ª in Lega Nazionale A |

## Torneo

### Regular season

#### Risultati

##### Primo round
| Prima giornata |                          |      |                                   |
|                |                          |      |                                   |
| Riposa:        | Jona                     | Jona | Jona                              |
| 02-10          | Amriswil - Näfels        | 3-0  | 25-18, 25-23, 25-23               |
| 02-10          | Losanna UC - Schönenwerd | 3-2  | 25-23, 25-20, 22-25, 20-25, 15-13 |
| 31-10          | Chênois - Lucerna        | 3-0  | 25-17, 25-11, 25-20               |

| Seconda giornata |                       |        |                                   |
|                  |                       |        |                                   |
| Riposa:          | Näfels                | Näfels | Näfels                            |
| 09-10            | Schönenwerd - Chênois | 3-2    | 25-22, 17-25, 25-17, 23-25, 15-12 |
| 09-10            | Jona - Losanna UC     | 3-0    | 25-21, 25-19, 28-26               |
| 10-10            | Lucerna - Amriswil    | 0-3    | 21-25, 23-25, 21-25               |

| Terza giornata |                      |          |                            |
|                |                      |          |                            |
| Riposa:        | Amriswil             | Amriswil | Amriswil                   |
| 16-10          | Schönenwerd - Näfels | 3-0      | 25-19, 25-22, 25-22        |
| 16-10          | Chênois - Jona       | 1-3      | 23-25, 20-25, 25-21, 21-25 |
| 17-10          | Lucerna - Losanna UC | 1-3      | 31-33, 25-19, 19-25, 20-25 |

| Quarta giornata |                       |            |                     |
|                 |                       |            |                     |
| Riposa:         | Losanna UC            | Losanna UC | Losanna UC          |
| 23-10           | Amriswil - Jona       | 3-0        | 25-17, 25-18, 25-17 |
| 23-10           | Lucerna - Schönenwerd | 0-3        | 26-28, 23-25, 19-25 |
| 23-10           | Näfels - Chênois      | 0-3        | 21-25, 14-25, 21-25 |

| Quinta giornata |                       |         |                                 |
|                 |                       |         |                                 |
| Riposa:         | Chênois               | Chênois | Chênois                         |
| 24-10           | Näfels - Lucerna      | 3-2     | 14-25, 25-7, 22-25, 25-19, 15-7 |
| 24-10           | Losanna UC - Amriswil | 1-3     | 14-25, 25-27, 25-20, 19-25      |
| 24-10           | Jona - Schönenwerd    | 1-3     | 23-25, 25-21, 20-25, 20-25      |

| Sesta giornata |                        |         |                                  |
|                |                        |         |                                  |
| Riposa:        | Lucerna                | Lucerna | Lucerna                          |
| 30-10          | Jona - Näfels          | 2-3     | 25-19, 16-25, 20-25, 25-17, 8-15 |
| 30-10          | Chênois - Losanna UC   | 3-1     | 25-19, 24-26, 25-23, 25-21       |
| 31-10          | Schönenwerd - Amriswil | 1-3     | 26-24, 17-25, 12-25, 19-25       |

| Settima giornata |                     |             |                                   |
|                  |                     |             |                                   |
| Riposa:          | Schönenwerd         | Schönenwerd | Schönenwerd                       |
| 06-11            | Amriswil - Chênois  | 3-0         | 25-20, 25-23, 25-22               |
| 06-11            | Näfels - Losanna UC | 3-2         | 25-11, 25-27, 25-20, 23-25, 15-13 |
| 07-11            | Lucerna - Jona      | 3-0         | 25-12, 25-23, 25-22               |

##### Secondo round
| Ottava giornata |                          |      |                                   |
|                 |                          |      |                                   |
| Riposa:         | Jona                     | Jona | Jona                              |
| 13-11           | Schönenwerd - Losanna UC | 0-3  | 20-25, 24-26, 22-25               |
| 13-11           | Näfels - Amriswil        | 2-3  | 25-23, 25-21, 22-25, 20-25, 13-15 |
| 14-11           | Lucerna - Chênois        | 3-2  | 23-25, 23-25, 25-19, 26-24, 15-13 |

| Nona giornata |                       |        |                                   |
|               |                       |        |                                   |
| Riposa:       | Näfels                | Näfels | Näfels                            |
| 20-11         | Amriswil - Lucerna    | 3-2    | 19-25, 25-23, 24-26, 25-23, 17-15 |
| 20-11         | Losanna UC - Jona     | 3-1    | 30-28, 25-20, 23-25, 25-21        |
| 20-11         | Chênois - Schönenwerd | 3-0    | 29-27, 25-18, 25-21               |

| Decima giornata |                      |          |                                   |
|                 |                      |          |                                   |
| Riposa:         | Amriswil             | Amriswil | Amriswil                          |
| 27-11           | Losanna UC - Lucerna | 3-2      | 19-25, 25-18, 25-23, 22-25, 15-11 |
| 27-11           | Näfels - Schönenwerd | 1-3      | 21-25, 25-27, 25-23, 21-25        |
| 28-11           | Jona - Chênois       | 0-3      | 12-25, 26-28, 19-25               |

| Undicesima giornata |                       |            |                                   |
|                     |                       |            |                                   |
| Riposa:             | Losanna UC            | Losanna UC | Losanna UC                        |
| 04-12               | Chênois - Näfels      | 3-2        | 26-28, 25-23, 19-25, 25-20, 15-13 |
| 04-12               | Schönenwerd - Lucerna | 2-3        | 22-25, 21-25, 25-20, 25-21, 19-21 |
| 20-01               | Jona - Amriswil       | 1-3        | 11-25, 25-20, 14-25, 21-25        |

| Dodicesima giornata |                       |         |                            |
|                     |                       |         |                            |
| Riposa:             | Chênois               | Chênois | Chênois                    |
| 11-12               | Amriswil - Losanna UC | 1-3     | 15-25, 25-19, 22-25, 23-25 |
| 12-12               | Lucerna - Näfels      | 3-1     | 21-25, 25-22, 25-21, 26-24 |
| 22-12               | Schönenwerd - Jona    | 3-0     | 25-17, 25-19, 25-21        |

| Tredicesima giornata |                        |         |                            |
|                      |                        |         |                            |
| Riposa:              | Lucerna                | Lucerna | Lucerna                    |
| 18-12                | Amriswil - Schönenwerd | 3-0     | 25-16, 25-23, 25-17        |
| 19-12                | Näfels - Jona          | 3-0     | 25-15, 25-16, 25-20        |
| 19-12                | Losanna UC - Chênois   | 1-3     | 20-25, 22-25, 25-20, 21-25 |

| Quattordicesima giornata |                     |             |                                   |
|                          |                     |             |                                   |
| Riposa:                  | Schönenwerd         | Schönenwerd | Schönenwerd                       |
| 08-01                    | Losanna UC - Näfels | 3-0         | 25-18, 25-16, 25-19               |
| 08-01                    | Chênois - Amriswil  | 2-3         | 25-23, 23-25, 19-25, 25-19, 22-24 |
| 08-01                    | Jona - Lucerna      | 3-0         | 25-20, 25-11, 25-23               |

##### Terzo round
| Quindicesima giornata |                          |      |                                   |
|                       |                          |      |                                   |
| Riposa:               | Jona                     | Jona | Jona                              |
| 15-01                 | Amriswil - Näfels        | 3-0  | 25-15, 25-15, 25-20               |
| 15-01                 | Losanna UC - Schönenwerd | 3-2  | 19-25, 25-21, 30-28, 10-25, 15-10 |
| 15-01                 | Chênois - Lucerna        | 3-2  | 25-16, 23-25, 12-25, 26-24, 15-11 |

| Sedicesima giornata |                       |        |                                   |
|                     |                       |        |                                   |
| Riposa:             | Näfels                | Näfels | Näfels                            |
| 23-01               | Lucerna - Amriswil    | 3-2    | 19-25, 30-28, 21-25, 25-17, 15-13 |
| 23-01               | Jona - Losanna UC     | 2-3    | 25-20, 29-31, 25-21, 23-25, 9-15  |
| 08-02               | Schönenwerd - Chênois | 3-2    | 25-22, 25-23, 20-25, 15-25, 15-10 |

| Diciassettesima giornata |                      |          |                                   |
|                          |                      |          |                                   |
| Riposa:                  | Amriswil             | Amriswil | Amriswil                          |
| 29-01                    | Losanna UC - Lucerna | 2-3      | 29-27, 21-25, 25-20, 24-26, 16-18 |
| 29-01                    | Schönenwerd - Näfels | 3-0      | 25-21, 25-19, 25-17               |
| 29-01                    | Chênois - Jona       | 3-0      | 25-19, 25-12, 25-16               |

| Diciottesima giornata |                       |            |                                   |
|                       |                       |            |                                   |
| Riposa:               | Losanna UC            | Losanna UC | Losanna UC                        |
| 05-02                 | Lucerna - Schönenwerd | 1-3        | 20-25, 17-25, 27-25, 19-25        |
| 05-02                 | Amriswil - Jona       | 3-2        | 24-26, 25-16, 25-11, 23-25, 15-12 |
| 05-02                 | Näfels - Chênois      | 3-0        | 25-16, 25-19, 25-20               |

| Diciannovesima giornata |                       |         |                            |
|                         |                       |         |                            |
| Riposa:                 | Chênois               | Chênois | Chênois                    |
| 11-02                   | Jona - Schönenwerd    | 0-3     | 22-25, 16-25, 22-25        |
| 12-02                   | Losanna UC - Amriswil | 3-1     | 27-29, 30-28, 25-21, 25-19 |
| 12-02                   | Näfels - Lucerna      | 1-3     | 27-25, 19-25, 23-25, 19-25 |

| Ventesima giornata |                        |         |                                   |
|                    |                        |         |                                   |
| Riposa:            | Lucerna                | Lucerna | Lucerna                           |
| 19-02              | Schönenwerd - Amriswil | 1-3     | 23-25, 15-25, 25-19, 19-25        |
| 19-02              | Jona - Näfels          | 0-3     | 21-25, 21-25, 19-25               |
| 19-02              | Chênois - Losanna UC   | 3-2     | 25-27, 25-21, 25-20, 22-25, 15-13 |

| Ventunesima giornata |                     |             |                            |
|                      |                     |             |                            |
| Riposa:              | Schönenwerd         | Schönenwerd | Schönenwerd                |
| 26-02                | Amriswil - Chênois  | 1-3         | 23-25, 22-25, 25-23, 23-25 |
| 26-02                | Näfels - Losanna UC | 3-1         | 25-13, 23-25, 25-17, 25-21 |
| 26-02                | Lucerna - Jona      | 3-1         | 25-18, 26-24, 20-25, 25-20 |

#### Classifica
| Pos. | Squadra     | Pt | G  | V  | P  | SV | SP | Ratio | PF    | PS    | Ratio |
| ---- | ----------- | -- | -- | -- | -- | -- | -- | ----- | ----- | ----- | ----- |
| 1    | Amriswil    | 39 | 18 | 14 | 4  | 47 | 24 | 1,960 | 1 665 | 1 492 | 1,120 |
| 2    | Chênois     | 34 | 18 | 11 | 7  | 42 | 30 | 1,400 | 1 632 | 1 539 | 1,060 |
| 3    | Schönenwerd | 31 | 18 | 10 | 8  | 38 | 31 | 1,230 | 1 550 | 1 515 | 1,020 |
| 4    | Losanna UC  | 29 | 18 | 10 | 8  | 40 | 36 | 1,110 | 1 700 | 1 726 | 0,980 |
| 5    | Lucerna     | 24 | 18 | 8  | 10 | 34 | 41 | 0,830 | 1 629 | 1 688 | 0,970 |
| 6    | Näfels      | 20 | 18 | 7  | 11 | 28 | 40 | 0,700 | 1 467 | 1 482 | 0,990 |
| 7    | Jona        | 12 | 18 | 3  | 15 | 19 | 46 | 0,410 | 1 326 | 1 527 | 0,870 |

      Ammesse ai play-off scudetto.
      Qualificata ai play-off 5º posto.

### Play-off scudetto
|  | Semifinali | Semifinali  | Semifinali  | Semifinali | Semifinali | Semifinali | Semifinali |  |  | Finale          | Finale      | Finale      | Finale      | Finale | Finale | Finale |  |
|  |            |             |             |            |            |            |            |  |  |                 |             |             |             |        |        |        |  |
|  | 1          | Amriswil    | Amriswil    | Amriswil   | 3          | 3          | 3          |  |  |                 |             |             |             |        |        |        |  |
|  | 4          | Losanna UC  | Losanna UC  | Losanna UC | 1          | 0          | 1          |  |  | 1               | Amriswil    | Amriswil    | Amriswil    | 3      | 3      | 3      |  |
|  | 2          | Chênois     | Chênois     | 3          | 1          | 3          | 3          |  |  | 2               | Chênois     | Chênois     | Chênois     | 0      | 1      | 0      |  |
|  | 3          | Schönenwerd | Schönenwerd | 2          | 3          | 2          | 2          |  |  |                 |             |             |             |        |        |        |  |
|  |            |             |             |            |            |            |            |  |  |                 |             |             |             |        |        |        |  |
|  |            |             |             |            |            |            |            |  |  | Finale 3º posto |             |             |             |        |        |        |  |
|  |            |             |             |            |            |            |            |  |  |                 |             |             |             |        |        |        |  |
|  |            |             |             |            |            |            |            |  |  | 3               | Schönenwerd | Schönenwerd | Schönenwerd | 3      | 0      | 3      |  |
|  |            |             |             |            |            |            |            |  |  | 4               | Chênois     | Chênois     | Chênois     | 1      | 3      | 2      |  |

#### Semifinali
| Gara 1 |                       |     |                                   |
|        |                       |     |                                   |
| 05-03  | Amriswil - Losanna UC | 3-1 | 25-15, 25-14, 26-28, 25-19        |
| 05-03  | Chênois - Schönenwerd | 3-2 | 25-23, 23-25, 34-32, 18-25, 15-11 |

| Gara 2 |                       |     |                            |
|        |                       |     |                            |
| 09-03  | Losanna UC - Amriswil | 0-3 | 24-26, 26-28, 15-25        |
| 09-03  | Schönenwerd - Chênois | 3-1 | 33-31, 21-25, 25-21, 25-18 |

| Gara 3 |                       |     |                                  |
|        |                       |     |                                  |
| 12-03  | Amriswil - Losanna UC | 3-0 | 25-22, 25-16, 25-14              |
| 12-03  | Chênois - Schönenwerd | 3-2 | 25-22, 26-24, 17-25, 21-25, 15-9 |

| Gara 4 |                       |     |                                  |
|        |                       |     |                                  |
| 16-03  | Schönenwerd - Chênois | 2-3 | 25-23, 21-25, 17-25, 25-16, 8-15 |

#### Finale
| Gara 1 |                    |     |                     |
|        |                    |     |                     |
| 02-04  | Amriswil - Chênois | 3-0 | 25-20, 25-17, 25-20 |

| Gara 2 |                    |     |                            |
|        |                    |     |                            |
| 07-04  | Chênois - Amriswil | 1-3 | 18-25, 25-23, 13-25, 23-25 |

| \| Gara 3 \| \| \| \| \| \| \| \| \| \| 10-04 \| Amriswil - Chênois \| 3-0 \| 25-13, 25-21, 25-21 \| |                    |     |                     |
| Gara 3                                                                                               |                    |     |                     |
| |                    |     |                     |
| 10-04                                                                                                | Amriswil - Chênois | 3-0 | 25-13, 25-21, 25-21 |

#### Finale 3º posto
| Gara 1 |                          |     |                            |
|        |                          |     |                            |
| 02-04  | Schönenwerd - Losanna UC | 3-1 | 25-19, 25-23, 25-27, 25-21 |

| Gara 2 |                          |     |                     |
|        |                          |     |                     |
| 03-04  | Losanna UC - Schönenwerd | 3-0 | 25-19, 25-18, 25-18 |

| \| Gara 3 \| \| \| \| \| \| \| \| \| \| 13-04 \| Schönenwerd - Losanna UC \| 3-2 \| 24-26, 25-20, 20-25, 25-18, 15-11 \| |                          |     |                                   |
| Gara 3 |                          |     |                                   |
| |                          |     |                                   |
| 13-04 | Schönenwerd - Losanna UC | 3-2 | 24-26, 25-20, 20-25, 25-18, 15-11 |

### Play-off 5º posto

#### Risultati
| Risultati |                  |     |                            |
|           |                  |     |                            |
| 05-03     | Jona - Lucerna   | 3-1 | 25-21, 17-25, 25-22, 25-18 |
| 06-03     | Näfels - Lucerna | 3-1 | 25-23, 25-22, 25-27, 25-21 |
| 12-03     | Lucerna - Näfels | 0-3 | 20-25, 21-25, 28-30        |

| Risultati |                |     |                                   |
|           |                |     |                                   |
| 19-03     | Näfels - Jona  | 3-0 | 25-18, 25-16, 25-14               |
| 27-03     | Jona - Näfels  | 3-2 | 23-25, 25-16, 25-17, 17-25, 19-17 |
| 02-04     | Lucerna - Jona | 0-3 | 20-25, 21-25, 18-25               |

#### Classifica
| Pos. | Squadra | Pt | G | V | P | SV | SP | Ratio | PF  | PS  | Ratio |
| ---- | ------- | -- | - | - | - | -- | -- | ----- | --- | --- | ----- |
| 5.   | Näfels  | 10 | 4 | 3 | 1 | 11 | 4  | 2.750 | 355 | 319 | 1.110 |
| 6.   | Jona    | 8  | 4 | 3 | 1 | 9  | 6  | 1.500 | 324 | 320 | 1.010 |
| 7.   | Lucerna | 0  | 4 | 0 | 4 | 2  | 12 | 0.170 | 307 | 347 | 0.880 |

## Classifica finale
| Pos | Squadra     | Qualificazione           |
| --- | ----------- | ------------------------ |
|     | Amriswil    | Champions League 2022-23 |
| 2   | Chênois     | Coppa CEV 2022-23        |
| 3   | Schönenwerd | Coppa CEV 2022-23        |
| 4   | Losanna UC  | Challenge Cup 2022-23    |
| 5   | Näfels      | Challenge Cup 2022-23    |
| 6   | Jona        |                          |
| 7   | Lucerna     |                          |

## Premi individuali
| Premio                     | Giocatore       | Squadra    |
| -------------------------- | --------------- | ---------- |
| MVP                        | Daniel Ramírez  | Losanna UC |
| Miglior giocatore svizzero | Mischa von Burg | Amriswil   |
| Miglior giovane            | Ramon Diem      | Amriswil   |